# Friedrichbeckeïta
La friedrichbeckeïta és un mineral de la classe dels silicats que pertany al grup de l'osumilita. Rep el nom en honor de Friedrich Johann Karl Becke (31 de desembre de 1855, Praga - 18 de juny de 1931 Wien, Àustria). Becke va ser professor de mineralogia a la Universitat de Czernowitz (Cernauti, Romania), a la Universitat Alemanya (Praha) i a la Universitat de Viena.

## Característiques
La friedrichbeckeïta és un ciclosilicat de fórmula química K(◻Na)Mg₂(Be₂Mg)Si₁₂O30. Va ser aprovada com a espècie vàlida per l'Associació Mineralògica Internacional l'any 2008. Cristal·litza en el sistema hexagonal.
Segons la classificació de Nickel-Strunz, la friedrichbeckeïta pertany a «09.CM - Ciclosilicats, amb dobles enllaços de 6 [Si₆O18]12- (sechser-Doppelringe)» juntament amb els següents minerals: armenita, brannockita, chayesita, darapiosita, eifelita, merrihueïta, milarita, osumilita-(Mg), osumilita, poudretteïta, roedderita, sogdianita, sugilita, yagiïta, berezanskita, dusmatovita, shibkovita, almarudita, trattnerita, oftedalita i faizievita.

## Formació i jaciments
Va ser descoberta a Alemanya, concretament a la pedrera Caspar, situada a Ettringen, dins el districte de Mayen-Koblenz (Renània-Palatinat), tractant-se de l'únic indret de tot el planeta on ha estat descrita aquesta espècie mineral.